# المحرورة (العدين)

تعديل مصدري - تعديل

المحرورة محلة تابعة لقرية المحقري، التابعة لعزلة قداس بمديرية العدين إحدى مديريات محافظة إب في الجمهورية اليمنية.، بلغ تعداد سكانها 32 حسب تعداد اليمن لعام 2004.